# Дюпра, Гийом Леонс
Гийом Леонс Дюпра (фр. Guillaume-Léonce Duprat; 24 февраля 1872, Франция — 22 декабря 1956, Швейцария) — французский и швейцарский врач, издатель, педагог, психолог, социолог и философ.

## Биография
Родился 24 февраля 1872 года во Франции. В 1890-х годах окончил один из медицинских факультетов Франции, однако его потянуло в философию, и поэтому он решил получить ещё один диплом по социологии. С 1900 по 1922 год работал в лицеях Франции, где являлся преподавателем социологии и философии. В 1922 году переехал в Женеву, где был тут же избран профессором Женевского университета. В 1926 году был назначен на должность председателя Женевского социологического общества, где проработал вплоть до 1940 года, одновременно с этим с 1932 по 1940 год являлся генеральным секретарём Международного института по социологии.
Скончался 22 декабря 1956 года в Швейцарии.

## Сочинения
- Science sociale et démocrate: essai de philosophie sociale, Paris : V. Giard y E. Brière, 1900
- Les causes sociales de la folie, Paris: Alcan, 1900 (OCLC 369074131)
- La morale: fondements psycho-sociologiques d’une conduite rationnelle Paris: Octave Doin, 1901
- Occultisme et spiritisme Alençon: impr. Vve F. Guy, 1901
- L'école et la démocratie au xxe siècle, Paris: Impr. nationale, 1902
- Le mensonge Étude de psychosociologie pathologique et normale, Paris, F. Alcan, 1903
- La solidarité sociale: ses causes, son évolution, ses conséquences, Paris : O. Doin, 1907
- La criminalité dans l’adolescence: cause et remèdes d’un mal social actuel, Paris : Alcan, 1909
- Monographie historique de Rochefort-sur-Mer du xe siècle à 1908, Paris : Jouve, 1909
- La psycho-sociologie, Paris : M. Giard & E. Brière, 1914
- La psycho-sociologie de la guerre, Paris : Giard et Brière, 1916
- L'éducation de la volonté et des facultés logiques, Paris, G. Doin, 1920
- L’orientation actuelle de la sociologie en France, Paris : M. Giard, 1922
- L’avenir des Classes Moyennes, Genève : Jent S.A., 1923
- Le lien familial : causes sociales de son relâchement, Paris : Alcan, 1924
- Judaïsme et nationalisme, Paris Girard 1933